# Округ Дукејн (Јута)
Дукејн (енгл. Duchesne County) је округ у америчкој савезној држави Јута. По попису из 2010. године број становника је 18.607.

## Демографија
Према попису становништва из 2010. у округу је живело 18.607 становника, што је 4.236 (29,5%) становника више него 2000. године.
| Група             | 2000.          | 2010.          |
| Белци             | 12.764 (88,8%) | 16.211 (87,1%) |
| Афроамериканци    | 21 (0,1%)      | 44 (0,2%)      |
| Азијати           | 30 (0,2%)      | 52 (0,3%)      |
| Хиспаноамериканци | 508 (3,5%)     | 1.117 (6,0%)   |
| Укупно            | 14.371         | 18.607         |